# Szretenovo
Szretenovo (macedónul: Сретеново) település Észak-Macedóniában, a Délkeleti körzet Dojrani járásában.

## Népesség
| Lakosok száma | 157  | 106  | 151  | 136  | 235  | 246  | 268  | 315  | 344  |
|               | 1948 | 1953 | 1961 | 1971 | 1981 | 1991 | 1994 | 2002 | 2021 |

2002-ben 315 lakosa volt, akik közül 184 macedón, 65 szerb, 36 cigány, 11 török és 13 egyéb nemzetiségű.